# Comuna Baru, Hunedoara
Baru (în maghiară: Nagybár, în germană: Gross-Elephant) este o comună în județul Hunedoara, Transilvania, România, formată din satele Baru (reședința), Livadia, Petros și Valea Lupului.

## Demografie
Componența etnică a comunei Baru
     Români (89,32%)
     Romi (2,14%)
     Alte etnii (0,12%)
     Necunoscută (8,41%)
Componența confesională a comunei Baru
     Ortodocși (76,82%)
     Penticostali (9,81%)
     Baptiști (2,56%)
     Alte religii (1,81%)
     Necunoscută (8,99%)
Conform recensământului efectuat în 2021, populația comunei Baru se ridică la 2.425 de locuitori, în scădere față de recensământul anterior din 2011, când fuseseră înregistrați 2.696 de locuitori. Majoritatea locuitorilor sunt români (89,32%), cu o minoritate de romi (2,14%), iar pentru 8,41% nu se cunoaște apartenența etnică. Din punct de vedere confesional, majoritatea locuitorilor sunt ortodocși (76,82%), cu minorități de penticostali (9,81%) și baptiști (2,56%), iar pentru 8,99% nu se cunoaște apartenența confesională.

## Politică și administrație
Comuna Baru este administrată de un primar și un consiliu local compus din 11 consilieri. Primarul, Daniel Răducanu[*], de la Partidul Național Liberal, este în funcție din 2004. Începând cu alegerile locale din 2024, consiliul local are următoarea componență pe partide politice:
|  | Partid                    | Consilieri | Componența Consiliului | Componența Consiliului | Componența Consiliului | Componența Consiliului | Componența Consiliului | Componența Consiliului | Componența Consiliului | Componența Consiliului |
|  | ------------------------- | ---------- | ---------------------- | ---------------------- | ---------------------- | ---------------------- | ---------------------- | ---------------------- | ---------------------- | ---------------------- |
|  | Partidul Național Liberal | 8          |                        |                        |                        |                        |                        |                        |                        |                        |
|  | Partidul Social Democrat  | 3          |                        |                        |                        |                        |                        |                        |                        |                        |

## Atracții turistice
- Biserica ortodoxă "Sfîntul Ilie"' din satul Baru
- Biserica Pârveștilor, construcție secolul al XVIII-lea
- Muzeul de artă populară "Maria Hord Gârbea"
- Rezervația naturală "Peștera Tecuri" (2 ha)
- Cheile Barului